# Parafia Niepokalanego Poczęcia Najświętszej Maryi Panny w Żydowie
Parafia pw. Niepokalanego Poczęcia Najświętszej Maryi Panny w Żydowie – parafia rzymskokatolicka należąca do dekanatu Polanów, diecezji koszalińsko-kołobrzeskiej, metropolii szczecińsko-kamieńskiej. Została utworzona 13 czerwca 1959. Siedziba parafii mieści się w Żydowie pod numerem 13.

## Miejsca kultu

### Kościół parafialny
Kościół Niepokalanego Poczęcia Najświętszej Maryi Panny w Żydowie – kościół wzniesiony w 1764 roku. Budowa szachulcowa. Poświęcony 26 grudnia 1945. Konsekrowany 24 listopada 2012 przez ks. bp. Edward Dajczaka.

### Kościoły filialne i kaplice
- Kościół św. Teresy od Dzieciątka Jezus w Chociminie[1]
- Kościół św. Teresy od Dzieciątka Jezus w Drzewianach[1]
- Kościół Miłosierdzia Bożego w Gołogórze[1]